# غيرمان أبوختين
غيرمان أبوختين ، من مواليد 12 يونيو 1936 ، لاعب كرة قدم سوفييتي سابق.
لعب مع منتخب الاتحاد السوفييتي لكرة القدم 5 مباريات.

## روابط خارجية
- غيرمان أبوختين على موقع الاتحاد الدولي (مؤرشف)  (الإنجليزية)
- غيرمان أبوختين على موقع قاعدة بيانات كرة القدم.إي يو (الإنجليزية)
- غيرمان أبوختين على موقع ناشيونال فوتبول تيمز (الإنجليزية)